# Верхоянск
Верхоя́нск (якут. Верхоянскай, Үөһээ Дьааҥы) — город в Верхоянском улусе Якутии, на правом берегу реки Яна, в 92 км к юго-западу от административного центра улуса — Батагая. Самый северный город Якутии.
Население — 768 чел. (2023). Верхоянск — по результатам Всероссийской переписи населения 2020 (2021) года самый малонаселённый город в России.
Образует городское поселение «Верхоянск».
Верхоянск — одно из самых холодных мест на Земле. Самая низкая температура −67,8 °C была зарегистрирована здесь в январе 1885 года. Верхоянск часто называют полюсом холода северного полушария.
Однако, хотя и официально статус полюса холода отдан Верхоянску, но право о статусе самого холодного места северного полушария оспариваются Оймяконом (−67,7 °C) и Норт-Айс в Гренландии (−66,1 °C)
15 января 1885 года политссыльный С. Ф. Ковалик зафиксировал температуру в −67,8 °C. Эта температура в Северном Полушарии остаётся рекордной и поныне. Эти данные включены в «Летопись Главной физической обсерватории».
Помимо статуса населённого пункта с самой низкой зарегистрированной температурой, в 2020 году в городе была зафиксирована самая высокая температура севернее Полярного круга со значением плюс 38 °C. Верхоянск занесён в Книгу рекордов Гиннеса, как место с самым экстремальным температурным диапазоном в 105,8 градуса.

## Этимология
Назван по расположению в верховьях реки Яна. Первоначальное название Верхоянский острог. В 1817 году с получением статуса города закрепилось название «Верхоянск».

## История
Основан в 1638 году как казачье зимовье Посником Ивановым.
22 июля 1822 года был образован Верхоянский округ, административным центром которого стал Верхоянск. Верхоянск был одновременно окружным и улусным центром. В рамках Якутской области Верхоянск был крупным административным, культурным и торговым центром Заполярья.
В Верхоянск отправляли политических ссыльных. Первым сюда был выслан участник польского восстания 1863 года, поэт Викентий Пужицкий. Также отбывали здесь ссылку декабрист С. Г. Краснокутский и Г. А. Мартюшин, его верный товарищ. Участник революционного движения 1860-х гг. И. А. Худяков, польский революционер, этнограф Вацлав Серошевский, революционеры П. И. Войноральский, И. В. Бабушкин, В. П. Ногин.
В 1869 году политссыльный И. А. Худяков открыл «Полюс холода», впервые зарегистрировав самую низкую температуру — 63,2 °C. 15 января 1885 г. политссыльный С. Ф. Ковалик зафиксировал температуру — 67,8 °C.
В 1880-е Верхоянск, как и весь север Якутии, переживал эпидемию оспы.
В 1918 году город пережил наводнение, серьёзно ударившее по экономическому развитию города.

### Гражданская война
В годы Гражданской войны в Якутии Верхоянск стал форпостом установления советской власти на севере региона. Советская власть была установлена 1 января 1920 года, после известий о большевистском перевороте в Якутске двумя неделями ранее. Упрочение советской власти на севере Якутии шло в условиях нехватки кадров и враждебности местного населения. К концу 1920 года в городе насчитывался лишь один коммунист — Михаил Новгородов.
20 февраля 1922 года Верхоянск был захвачен внезапным нападением бочкарёвского белогвардейского отряда Масюкова и С. Т. Новгородова. Бочкарёвцы разграбили город и расстреляли верхоянских коммунистов и комсомольцев, часть из них смогла сбежать. Позже, на Верхоянск распространилась власть ВЯОНУ. 5 августа был организован экспедиционный отряд Красной армии под командованием А. В. Панкратова в сторону Верхоянска. Узнав о приближении красных, белогвардейцы бежали из города, прихватив награбленную пушнину. 16 сентября город выновь был занят красными.
Город несколько раз переживал осаду. В январе 1923 года город был взят в кольцо белогвардейским отрядом. Верхоянск пять месяцев находился в осаде, в условиях жестокой якутской зимы, отсутствия связи и голода. При попытке выйти из города и установить связь с Якутском, в засаде погиб первый коммунист Верхоянья Михаил Новгородов. Осада была снята в мае, после разгрома антибольшевистских сил в Центральной Якутии. 4 мая 1925 года Верхоянск во второй раз оказался в осаде, на этот раз со стороны оймяконских повстанцев под командованием С. Иванова и С. Т. Новгородова. Через полтора месяца банда Иванова-Новгородова самоликвидировалась после известий о высылке экспедиционного отряда ОГПУ в Верхоянск.
В 1929 году из Верхоянска на подавление Булунского восстания вышел сводный отряд.

### В годы Советской власти
В 1930 году был образован Верхоянский район (улус), административным центром которого стал Верхоянск.
В годы Великой Отечественной войны жители Верхоянска активно помогали фронту и развивали город. В 1942 году был построен аэропорт города. В 1944 году была построена городская электростанция, город впервые получил электричество.
С середины 1930-х годов Верхоянск начал терять былое значение. В 1940-е город уступил по значению посёлкам Эге-Хая и Батагай, который в 1950-х годах стал крупнейшим по населению, производственному и транспортному значению в улусе.
В 1954 году Верхоянск утратил статус административного центра района, центром Верхоянского района стал посёлок Батагай. Перенос административного центра в Батагай окончательно подвёл Верхоянск к превращению в рядовой населённый пункт.
В 1969 году в честь 100-летия открытия полюса холода в городе был открыт обелиск.

### Российская Федерация
В 2005 году руководителем Росгидромета А. И. Бедрицким и правительством Якутии спор о полюсе холода с Оймяконом и Томтором был решён в пользу Верхоянска. Однако, спор о полюсе холода с экономической точки зрения продолжается и поныне.
В последнее время Верхоянск активно привлекает арктических туристов. Так, в последние годы Верхоянье посетили известные блогеры-путешественники Богдан Булычёв и Марина Галкина. Блогер-урбанист Илья Варламов посвятил городу один из своих выпусков. Развитию туризма в Верхоянске мешают дорогие авиабилеты и отсутствие необходимой инфраструктуры. В 2017 году планировалось создание туристического кластера «Верхоянск — полюс холода», проект которого был подготовлен телеведущим и председателем комиссии по имиджу и развитию туризма Общественной палаты РС(Я) Андреем Хорошевым (И).
Верхоянск пережил крупные наводнения в 2004, 2017 и 2022 годах. Наводнение 2022 года полностью затопило город.

## Экономика
Основная отрасль — сельское хозяйство (скотоводство, коневодство, оленеводство), а также пушной промысел. Хозяйственный центр лесопромышленного пункта. Речная пристань.

## Население
| 1855  | 1860  | 1897  | 1913  | 1926  | 1939  | 1959  | 1969  |
| ----- | ----- | ----- | ----- | ----- | ----- | ----- | ----- |
| 113   | ↗136  | ↗354  | ↗700  | ↘400  | ↗1569 | ↘1410 | ↗2000 |
| 1970  | 1979  | 1989  | 1992  | 1994  | 1996  | 1998  | 2000  |
| ↘1864 | ↘1709 | ↗1883 | ↗1900 | →1900 | →1900 | ↗2000 | →2000 |
| 2001  | 2002  | 2003  | 2005  | 2006  | 2007  | 2008  | 2009  |
| ↘1900 | ↘1434 | ↘1400 | →1400 | ↘1300 | →1300 | →1300 | ↘1222 |
| 2010  | 2011  | 2012  | 2013  | 2014  | 2015  | 2016  | 2017  |
| ↗1311 | ↘1302 | ↘1245 | ↘1212 | ↘1173 | ↘1150 | ↘1125 | ↗1131 |
| 2018  | 2019  | 2020  | 2021  | 2023  |       |       |       |
| ↘1122 | ↘1095 | ↘1073 | ↘828  | ↘768  |       |       |       |

На 1 января 2025 года по численности населения город находился на 1124-м месте из 1124 городов Российской Федерации.

### Языковой состав
Родной язык населения по данным переписи 1897 года:
| Язык                      | Численность, чел. | Доля     |
| ------------------------- | ----------------- | -------- |
| Якутский                  | 239               | 67,51 %  |
| Русский («великорусский») | 108               | 30,51 %  |
| Другие                    | 7                 | 1,98 %   |
| Итого                     | 354               | 100,00 % |

В настоящее время официальными и основными языками города являются якутский и русский.

## Климат
Город расположен в субарктическом поясе, на широте Исландии, и климат там переходный от резко-континетнального к субарктическому. Зима экстремально холодная, сухая и длительная, лето короткое, но тёплое и относительно сухое (бывают и жаркие периоды), хотя бывают и резкие похолодания. Город с самой большой разницей максимальной и минимальной температур. Осадков выпадает мало — 150—200 мм (сравнимо с количеством осадков в пустынях). Заморозки возможны круглый год, включая и лето, так в августе под конец лета температура уже может понижаться до −9.9°, хотя это и значительно выше Восточной с −16.1° в конце лета 2016. При этом в конце мая уже возможна жара выше +28°, что пока исключено в Оймяконе, как и в начале августа ещё не исключён зной под +34°. В январе 1900 года среднемесячная температура в Верхоянске составила −54.1°, в точности как и в 1931 в Оймяконе и в 1964 в Делянкире, ещё на 1°-1.3° холоднее были январи 1908 −55.1° и 1892 −55.4°, как минимум эти 2 января стали холоднее −55° в среднем. Интересно, что январь 1916, в котором неофициально в Оймяконе было −82°, в Верхоянске особыми холодами не был замечен с только −46.5°, но зато перед ним, тем январём случился довольно холодный декабрь −50.3°. Апрель 1896 неофициально был −22.3°, а октябри 1886 −21.4° и 1940 −22.1°, октябрь 1905 −20° ровно.
- Среднегодовая температура — −14,5°
- Среднегодовая скорость ветра — 1,4 м/с
- Среднегодовая влажность воздуха — 69 %
- По данным метеорологического портала «Погода и климат» повышение температуры в Верхоянске за последние 90 лет составило в среднем 1,2 °C:

| Показатель                                              | Янв.  | Фев.  | Март  | Апр.  | Май   | Июнь | Июль | Авг. | Сен.  | Окт.  | Нояб. | Дек.  | Год   |
| ------------------------------------------------------- | ----- | ----- | ----- | ----- | ----- | ---- | ---- | ---- | ----- | ----- | ----- | ----- | ----- |
| Абсолютный максимум, °C                                 | −9,5  | −0,3  | 5,6   | 14,3  | 28,1  | 38,0 | 37,3 | 33,7 | 25,1  | 14,5  | 1,1   | −5,3  | 38,0  |
| Средний суточный максимум, °C                           | −42,2 | −36,6 | −19,7 | −3    | 9,9   | 19,9 | 23,4 | 18,6 | 8,4   | −9,3  | −31,1 | −40,2 | −8,5  |
| Средняя температура, °C                                 | −45,3 | −41,6 | −29,6 | −12,4 | 3,7   | 13,2 | 16,4 | 11,5 | 2,6   | −14,3 | −34,7 | −43,4 | −14,5 |
| Средний суточный минимум, °C                            | −48,3 | −45,8 | −37,9 | −22,1 | −2,5  | 6,7  | 9,7  | 5,2  | −2,3  | −18,9 | −38,2 | −46,4 | −20,1 |
| Абсолютный минимум, °C                                  | −66,6 | −67,8 | −60,3 | −57,2 | −34,2 | −7,9 | −3,2 | −9,9 | −21,7 | −48,7 | −57,2 | −64,5 | −67,8 |
| Норма осадков, мм                                       | 6     | 6     | 5     | 5     | 14    | 27   | 34   | 34   | 19    | 11    | 11    | 8     | 178   |
| Источник: http://www.pogodaiklimat.ru/climate/24266.htm |       |       |       |       |       |      |      |      |       |       |       |       |       |

| Показатель                                                   | Янв.  | Фев.  | Март  | Апр.  | Май   | Июнь | Июль | Авг. | Сен.  | Окт.  | Нояб. | Дек.  | Год   |
| ------------------------------------------------------------ | ----- | ----- | ----- | ----- | ----- | ---- | ---- | ---- | ----- | ----- | ----- | ----- | ----- |
| Абсолютный максимум, °C                                      | −21,6 | −16   | 5,6   | 13,2  | 26,3  | 38,0 | 35,5 | 32,1 | 24,4  | 8,6   | −5,1  | −11,5 | 38,0  |
| Средний суточный максимум, °C                                | −41   | −37,9 | −17,2 | 0,0   | 10,9  | 21,0 | 23,5 | 20,2 | 8,7   | −8,1  | −29,4 | −40,3 | −7,5  |
| Средняя температура, °C                                      | −44,1 | −43,4 | −27,4 | −8,7  | 4,7   | 14,1 | 16,7 | 12,8 | 2,9   | −12,8 | −33,1 | −43,2 | −13,5 |
| Средний суточный минимум, °C                                 | −46,9 | −47,4 | −35,9 | −17,7 | −1,2  | 7,7  | 10,1 | 6,2  | −1,9  | −17,2 | −36,8 | −45,7 | −18,9 |
| Абсолютный минимум, °C                                       | −57,9 | −58,7 | −51,3 | −39,7 | −17,3 | −3,8 | −1,9 | −5,7 | −15,6 | −39,2 | −51   | −56,4 | −58,7 |
| Норма осадков, мм                                            | 6     | 5     | 3     | 4     | 22    | 34   | 32   | 24   | 22    | 15    | 11    | 6     | 185   |
| Источник: Погода и Климат (компиляция данных с метеостанции) |       |       |       |       |       |      |      |      |       |       |       |       |       |

## Абсолютный минимум и максимум температуры
15 января 1885 года в Верхоянске политссыльным С. Ф. Коваликом на оборудованной А. А. Бунге, руководителем экспедиции Российской академии наук, метеорологической станции была зарегистрирована минимальная температура воздуха, равная −67,1 °C. Но в феврале 1892 года в Верхоянске была зарегистрирована ещё более низкая температура −69,8 °C. Однако в журналах наблюдателя была обнаружена ошибка при введении поправки на температуру величиной в 2,2 °C, эта ошибка была исправлена, и самой низкой температурой в Верхоянске считается −67,6 °C.
В 2005 году открыта мемориальная доска в честь 120-летия (то есть с 1885 года) регистрации абсолютного минимума температуры в северном полушарии.
Верхоянск занесён в Книгу рекордов Гиннеса, как место с самым экстремальным температурным диапазоном.
20 июня 2020 года в городе была установлена самая высокая температура, когда-либо зафиксированная севернее Полярного круга в плюс 38 °C.